# 문절망둑

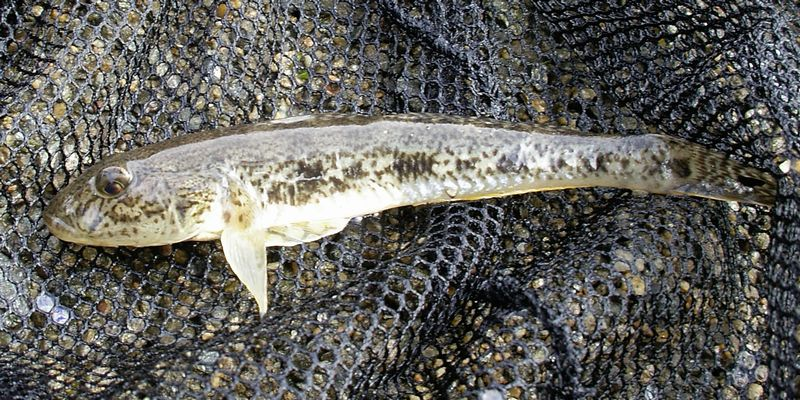

문절망둑은 망둑어과에 속하는 물고기로 학명은 Acanthogobius flavimanus이다.

## 특징
몸길이 20 cm 가량이고 길쭉하다. 앞쪽은 원통형이고 뒤쪽은 측편하여 눈이 작다. 몸빛은 옅은 황갈색 또는 회황색이며 옆에 약 5개의 불분명한 회흑색 무늬가 있다. 몸에는 빗비늘이 덮여 있으며, 내만성 어종으로 밀물과 썰물이 만나는 하구에 모여 산다. 한국과 일본에 서식하며 맛이 좋다.

## 분포
한국의 전 연안과, 일본, 중국 등에 분포한다.